# Bélakorompa
Bélakorompa (1899-ig Dunajecz-Krempach, lengyelül Krempachy [krɛm'paxɨ], németül Krumbach ['krumbax]) falu Lengyelországban, az egykori Nowy Sącz, a mai Kis-lengyelországi vajdaságban.

## Fekvése
Nowy Targtól 12 km-re délkeletre, a Bialka-patak jobb partján fekszik.

## Története
1439-ben említik először, de a falu a 14. században keletkezett. A Berzeviczy család birtoka volt, később Nedec uradalmához tartozott. A Laski, majd a Horváth család birtoka.
A 18. század végén Vályi András így ír róla: „KREMBACH. vagy Krumpach. Német falu Szepes Vármegy. földes Ura Horváth Stantics Uraság, lakosai külömbfélék, fekszik Pilchonnak szomszédságában, és annak filiája, határjában legelője elég van, földgye ha trágyáztatik a’ rozsot is megtermi.”
A 19. században a lengyel Szepesség legnagyobb faluja volt.
Fényes Elek 1851-ben kiadott geográfiai szótárában így ír a faluról: „Krembach, Szepes v. német falu, a Bialka jobb partján, közel Gallicziához: 698 kath., 16 zsidó lak. Kat. paroch. templom. Két vizimalom. Sziklás, sovány határ. F. u. b. Palocsay. Ut. p. Késmárk.”
A trianoni diktátumig Szepes vármegye Szepesófalui járásához tartozott.

## Népessége
1910-ben 690, túlnyomórészt szlovák lakosa volt.
Manapság 1200 lakosa van.

## Látnivalók
- Szent Mártonnak szentelt római katolikus fatemploma a 16. században épült, később többször átépítették.